# Język kokoda
Język kokoda, także: komudago, nebes, oderago, samalek, kasuweri, tarof – język papuaski używany w prowincji Papua Zachodnia w Indonezji; 3700 użytkowników (1991). 
Wyróżnia się dialekty: kasuweri (komudago), negri besar (negeri besar, maritinani), tarof. Kasuweri i tarof były też klasyfikowane jako odrębne języki.
Pod koniec lat 80. XX w. pozostawał głównym środkiem codziennej komunikacji. Powszechnie znany jest również język indonezyjski, a także lokalny malajski.